# Santo Domingo de Pirón
Santo Domingo de Pirón település Spanyolországban, Segovia tartományban. Santo Domingo de Pirón Alameda del Valle, Rascafría, Basardilla, Brieva, Pelayos del Arroyo és Sotosalbos községekkel határos. Lakosainak száma 51 fő (2024).

## Népesség
A település népessége az elmúlt években az alábbi módon változott:
| Lakosok száma | 64   | 64   | 63   | 65   | 58   | 59   | 61   | 58   | 47   | 51   |
|               | 2001 | 2004 | 2007 | 2009 | 2012 | 2014 | 2017 | 2019 | 2022 | 2024 |